# Boris Gardiner
Boris Gardiner (Kingston, Jamaica, 1943. január 13. –) jamaicai ska, reggae, lovers rock, soul, R&B zenész (basszusgitáros), dalszerző és énekes. Számos együttesben zenélt, mielőtt az 1960-as években szólóelőadónak állt. Híres dalai közé sorolhatóak: "Elizabethan Reggae" (1970), "I Wanna Wake Up with You" és "You're Everything to Me" (mindkettő 1986). Fiatalkorában Tachycardia-val diagnosztizálták.

## Diszkográfia

### Nagylemezek
- Reggae Happening (1970), Trojan
- It's So Nice to Be with You (1970), Steady
- Soulful Experience (1971), Dynamic Sounds
- For All We Know (1972), Dynamic Sounds
- Is What's Happening (1973), Dynamic Sounds
- Every Nigger Is a Star OST (1973), Leal Productions
- Everything to Me (1986), Revue
- Lover's Lane (1989), TNT
- Let's Take a Holiday (1992), WKS
- Next to You (1992), VP
- Reggae Songs of Love (Plus) (2008), Encore

### Válogatásalbumok
- The Very Best of Boris Gardiner (2002), Music Club
- I Want to Wake Up with You: The Best of Boris Gardiner (2004), Sanctuary/Trojan

### Slágerlistás kislemezek
- "Elizabethan Reggae" (1970) – UK No. 14
- "I Wanna Wake Up with You" (1986) – UK No. 1
- "You're Every Thing to Me" (1986) – UK No. 11
- "The Meaning of Christmas" (1986) – UK No. 69
- "Friends and Lovers" (with Gwen Guthrie) (1987) – UK No. 97